# جاناتان ژوبرت
جاناتان ژوبرت (انگلیسی: Jonathan Joubert؛ زادهٔ ۱۲ سپتامبر ۱۹۷۹) بازیکن فوتبال اهل فرانسه بود.
از باشگاه‌هایی که در آن بازی کرده‌است می‌توان به باشگاه فوتبال متس و باشگاه فوتبال اف۹۱ دودلانژ اشاره کرد.
وی همچنین در تیم ملی فوتبال لوکزامبورگ بازی کرده‌است.